# Anartia amathea
Anartia amathea, la mariposa pavo real roja o pavo real escarlata, es una especie de mariposa ninfálida, que se encuentra principalmente en América del Sur. Esta mariposa es muy similar al pavo real anillado o Anartia fatima, que se encuentra principalmente al norte del rango de Anartia amathea. La localidad tipo es probablemente Surinam, y la especie se encuentra desde Panamá hasta Argentina; Granada, Barbados y Antigua. Consume néctar. Se informa como común en Argentina, Paraguay, Uruguay, las tierras altas de Brasil, el este de la Amazonía, las Guayanas, Colombia, Venezuela y Panamá, así como en Trinidad y otras islas del Caribe. Los registros norteamericanos están en error o se refieren a extraviados.
Las plantas hospederas larvales son en su mayoría indeterminadas, pero incluyen las familias Acanthaceae y Lamiaceae.

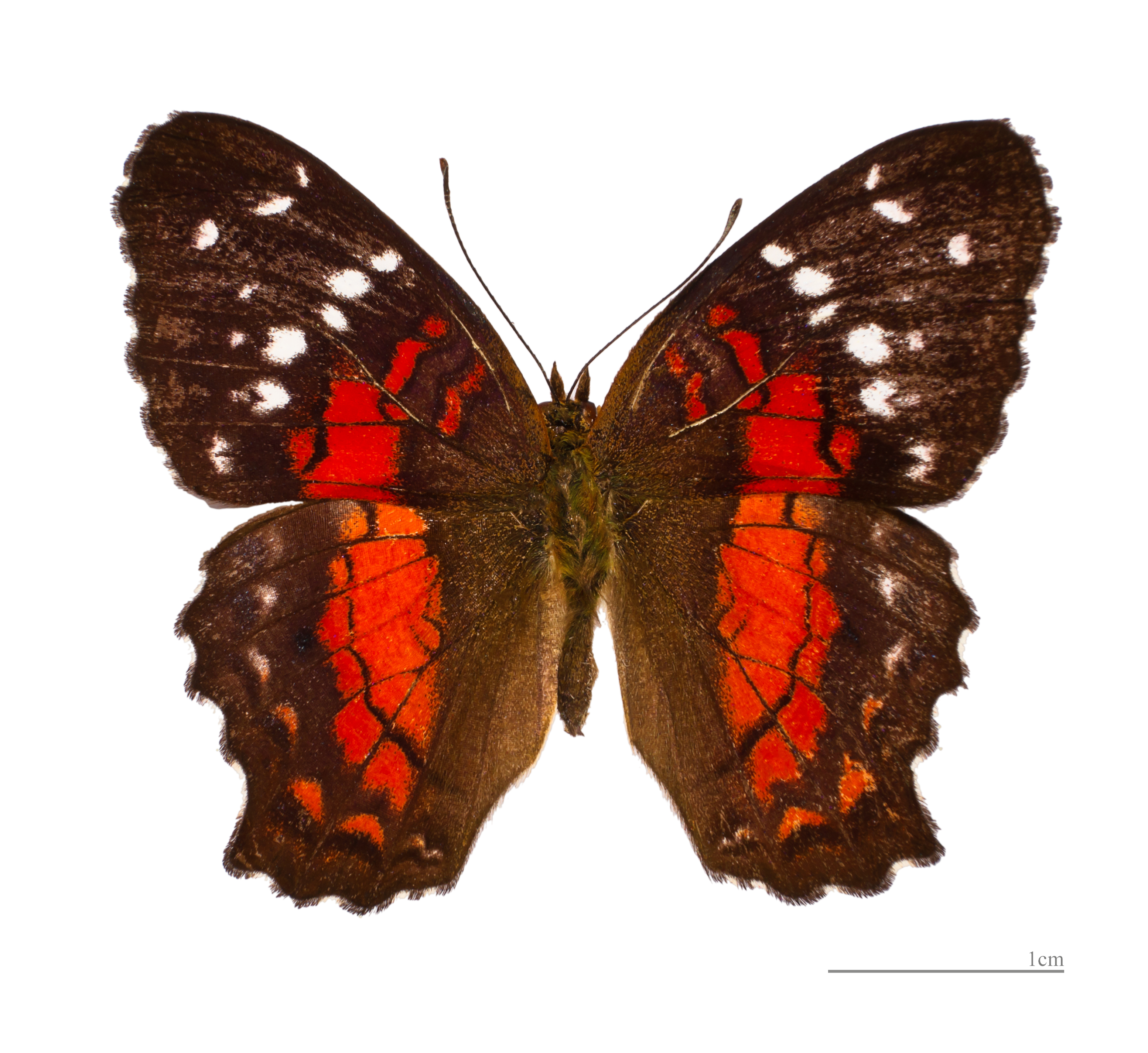
Anartia amathea, vista dorsal (MHNT)
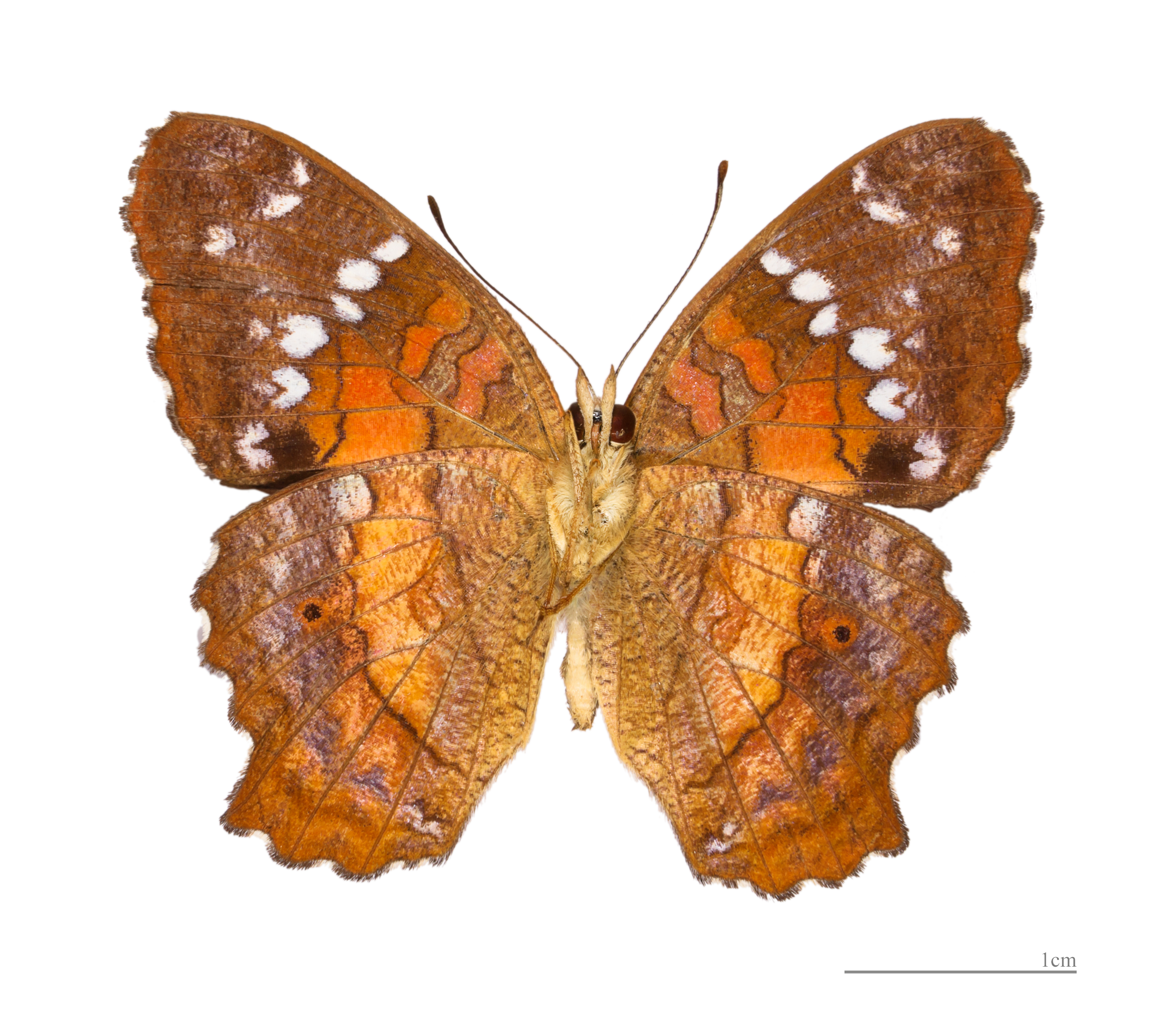
Anartia amathea, vista ventral (MHNT)
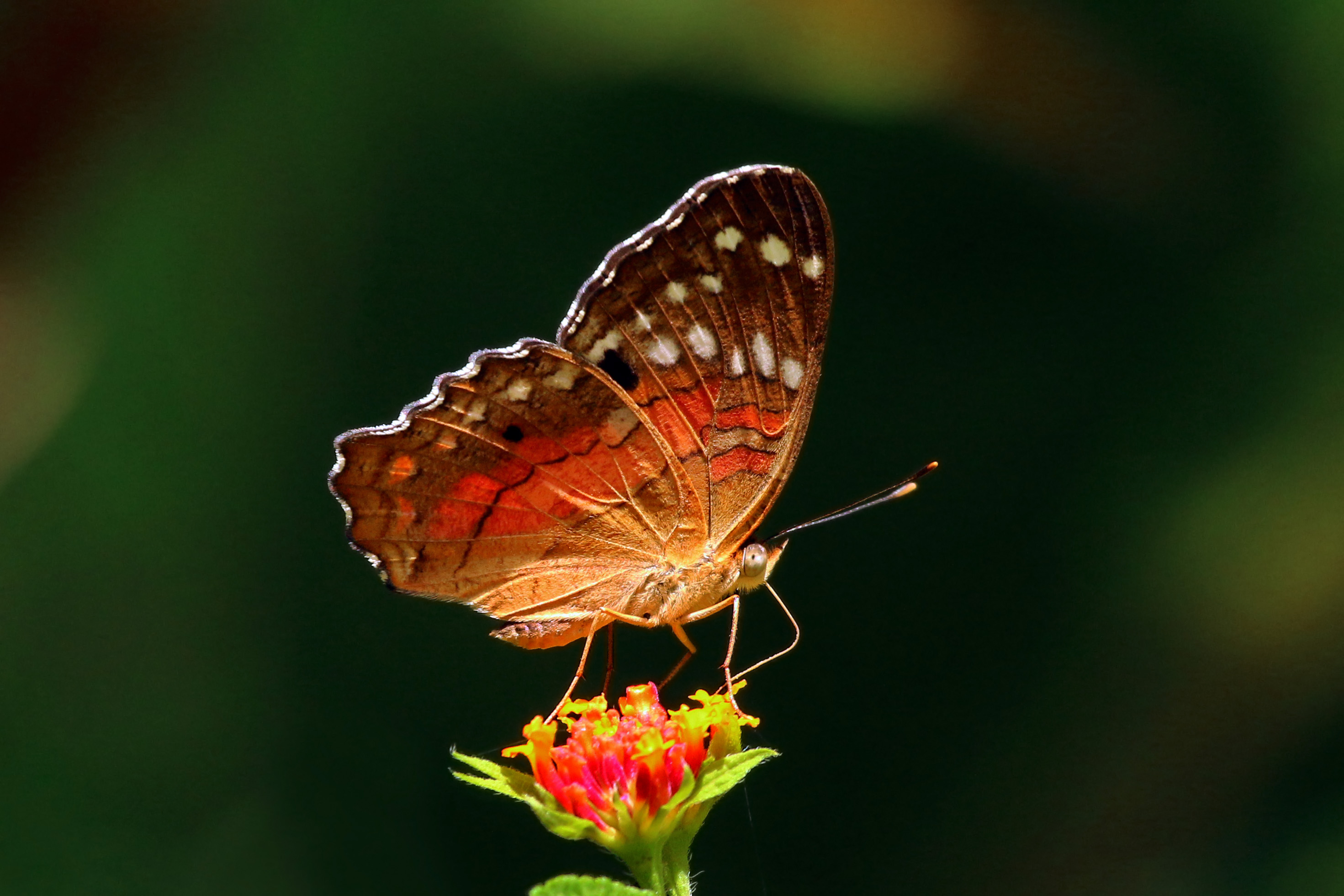
Macho, debajo, Trinidad
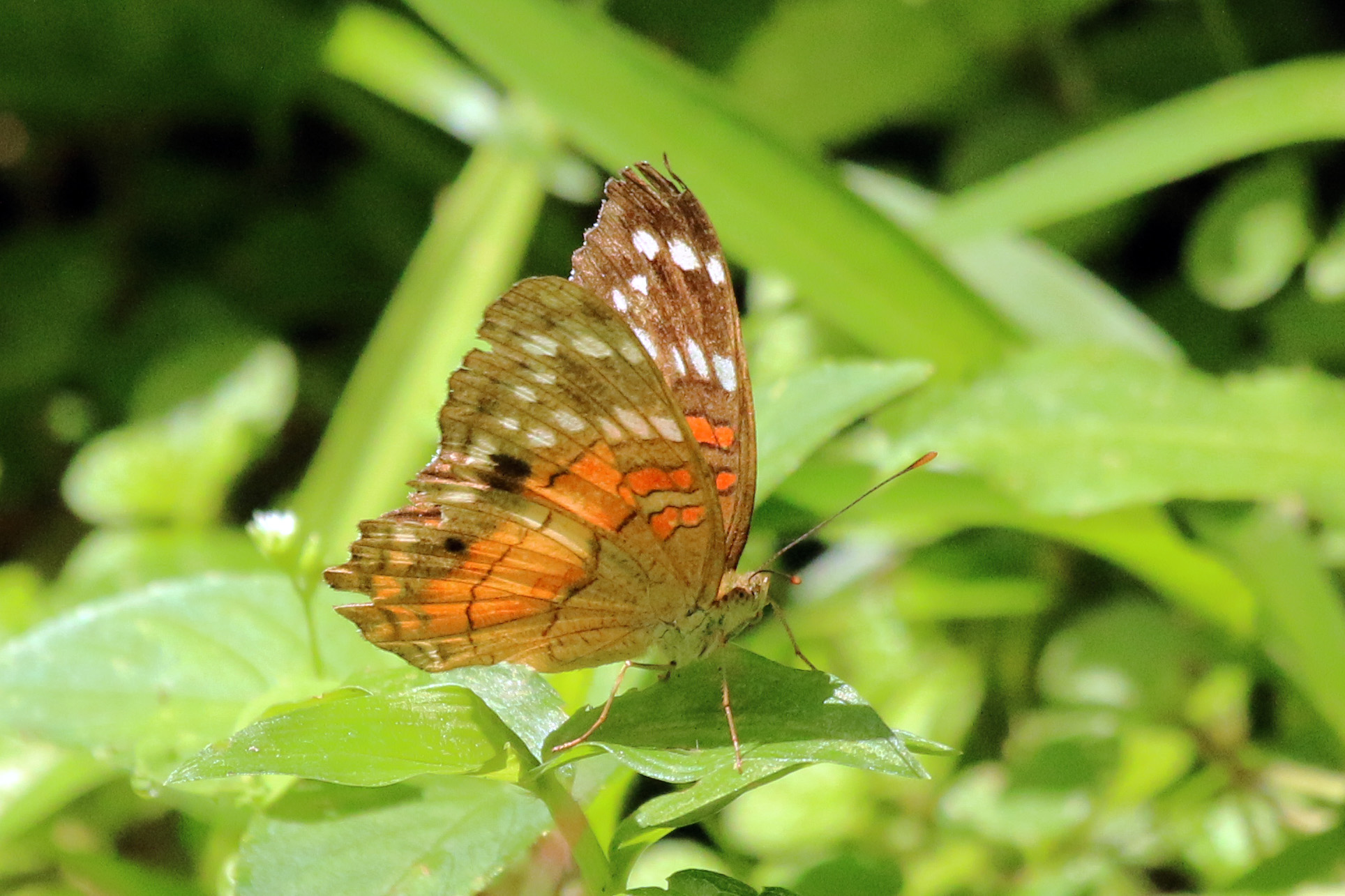
Hembra, debajo, Trinidad